# Любша (притока Тетерева)
Любша — річка в Україні, в межах Іванківського району Київської області, ліва притока Тетерева (басейн Дніпра). Довжина — 11 км.
Бере початок у лісі на північний захід від села Запрудка. Протікає лісом, огинаючи з заходу, півдня та сходу село Запрудка. Останні 5 км (окрім декількох сотень метрів гирлової ділянки) русло каналізоване, один із каналів виходить до с. Коленцівське, де закінчується у річці Тетерів. 
Любша впадає у Тетерів за 300 м на південь від автомобільного мосту через річку на трасі Київ-Овруч. 
Ширина русла річки становить 2 м, ширина заплави - 100 м.